# Adaševci
Adaševci (Адашевци) è un villaggio situato in Voivodina, Serbia ed è nel comune di Šid, nel distretto della Sirmia. La maggioranza degli abitanti è di origine serba ed al momento conta 1.934 cittadini (censimento del 2011).

## Società

### Evoluzione demografica
- 1961: 2.562
- 1971: 2.566
- 1981: 2.363
- 1991: 2.080
- 2002: 2.166
- 2011: 1.934

### Etnie e minoranze straniere
Dati del censimento del 2002:
| Etnia     | Numero | %     |
| --------- | ------ | ----- |
| Serbi     | 2076   | 95,84 |
| Croati    | 19     | 0,87  |
| Jugoslavi | 4      | 0,18  |
| Slovacchi | 2      | 0,09  |
| Ruteni    | 2      | 0,09  |
| Ucraini   | 1      | 0,04  |
| Rumeni    | 1      | 0,04  |
| Ungheresi | 1      | 0,04  |